# John Crome

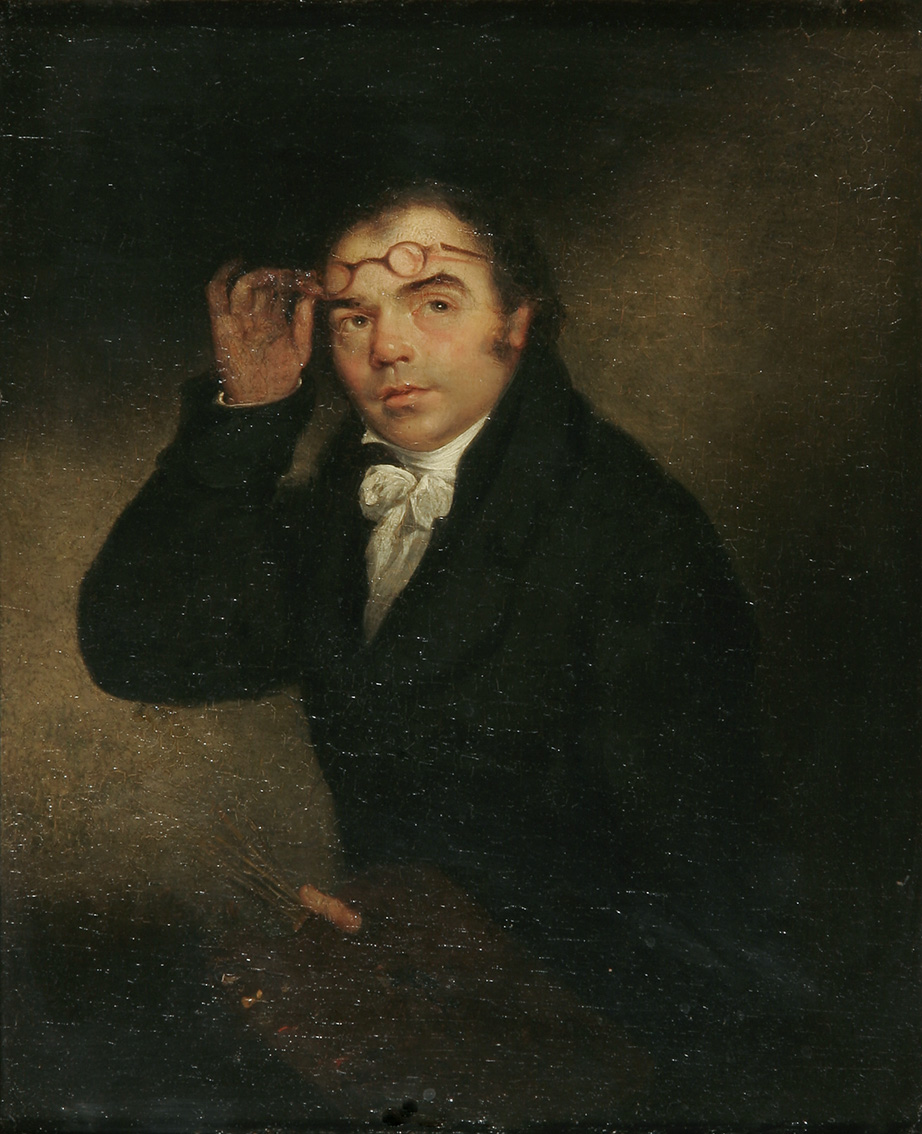
John Crome.

John Crome, född den 22 december 1768, död den 22 april 1821, var en brittisk konstnär.
John Crome har vid sidan av John Constable betraktats som grundare av det moderna brittiska landskapsmåleriet. Han anknöt i sitt måleri till det nederländska måleriet, främst Jacob Isaakszoon van Ruysdael, men påverkades i framställning av sin hemtrakt i Norwich. Crome var grundare av Norwichskolan och främsta representant för denna grupp. Han kallas ofta Old Crome, på grund av sonen med samma namn.
Under sin lärlingstid hos en målare ägnade han sin fritid åt att skissa med idéer från naturen. Under inflytande av en förmögen vän blev han anställd som teckningslärare, en anställning som blev ett heltidsarbete. År 1803 grundades Norwich Society of Artists och Crome blev dess president och en viktig bidragsgivare.
Med få undantag hämtade Crome inspiration från sin egen bekantskap med hembygden i Norfolk. Han skaffade sina skickliga färdigheter genom studier i nederländskt måleri, speciellt Meindert Hobbema och Jacob Isaakszoon van Ruysdael. Trogen naturen avbildade han miljöer med såväl bredd som styrka på ett karakteristiskt sätt med atmosfäriska ljuseffekter. Bland hans viktigaste verk kan nämnas Poringland Oak (1818), Slate Quarries (cirka 1805) och Moonlight on the Yare (1817). En samling etsningar utgavs i Norfolk Picturesque Scenery (1834). På Nationalmuseum i Stockholm finns Cromes målning Holländskt kanallandskap i månsken.